# 1157
Évszázadok: 11. század – 12. század – 13. század
Évtizedek: 1100-as évek – 1110-es évek – 1120-as évek – 1130-as évek – 1140-es évek – 1150-es évek – 1160-as évek – 1170-es évek – 1180-as évek – 1190-es évek – 1200-as évek
Évek: 1152 – 1153 – 1154 – 1155 –  1156 – 1157 – 1158 – 1159 – 1160 – 1161 – 1162

## Események
- II. Géza I. Frigyes német-római császárhoz fordul segítségért a bizánci terjeszkedés megállítására,[1] a császár azonban a lombardiai városok elleni harccal van elfoglalva, így nem tud segítséget adni.
- augusztus 21. – III. Sancho kasztíliai király (VII. Alfonz fia) trónra lépése (1158-ig uralkodik).
- augusztus 21. – II. Ferdinánd leóni király, (VII. Alfonz fia) trónra lépése (1188-ig uralkodik).
- A Szeldzsuk Szultánság több részre esik szét.
- A Brandenburgi Őrgrófság megalapítása.

## Születések
- szeptember 8. – I. Richárd angol király († 1199)
- V. Lipót osztrák herceg († 1194)

## Halálozások
- augusztus 21. – VII. Alfonz kasztíliai király (* 1105)